# 조PD
조PD(Cho PD, 본명: 조중훈, 1976년 1월 27일 ~ )는 대한민국의 래퍼이다, 제작자, 매니지먼트 사업가이다. 1998년 10월 PC통신을 통해 데뷔하였으며, 인터넷 가수의 원조로 불린다.

## 학력
- 버클리 음악 대학 (학사)
- 파슨스 디자인 스쿨 (재학)

## 생애

### 초창기
조PD(조중훈)는 1976년 1월 27일 대한민국 부산광역시에서 패션 디자이너인 어머니 정영혜와 기업인인 아버지 사이에서 1남 1녀 중 첫째로 태어났으며, 15세때 한국에서 미국으로 건너가 그곳에서 파슨스 디자인 스쿨과 버클리 음악대학(Berklee College of Music)을 다녔다. 이미 중학교 시절 친구와 락 밴드를 할 정도로 음악에 관심이 있었던 그는, 고등학교 시절 미국에서 생활하면서 친구의 영향으로 Naughty by Nature를 접하면서 힙합에 관심을 가지게 되었다. 음악적으로 주목을 받기 시작한 것은, 대학교 1학년이었던 1998년 10월, PC통신 나우누리 신인가수방에 친구의 권유로 올린 MP3 음악 파일이 인기를 끌면서부터이다. 그 중〈Break Free〉라는 곡은 남성 성기를 상징하는 욕설이 들어있는 충격적인 가사로 "청소년 유해 매체물"로 선정되면서 센세이션을 일으켰으며, 그를 뜨거운 감자로 떠오르게 만들었다. 그러던 중 그는 수많은 기획사의 섭외를 물리치고 자신의 레이블 Stardom을 설립, 제작자를 겸업하였다.

### 정식 데뷔
그의 정식 데뷔는 1999년 1월 앨범 In Stardom으로 이루어졌다. 이 앨범은 최초로 "청소년 유해 매체물" 판정을 받고도 500,000장 이상이 팔리는 인기를 얻었으며 이러한 특징으로 공중파 9시 뉴스에 연일 보도되기도 하였다. 1999년 8월에 발표한 2집은 1집에 이어 판매 1위에 등극, 신드롬을 이어가며 싸이, 이정현 등의 스타를 배출하였다. 또한 "얼굴 없는 가수"로 불리던 조PD가 자신의 얼굴을 공개한 시기이기도 하다.
2001년 그는 새로운 회사명인 Future Flow 사옥을 준공하고 작업실과 스튜디오 숙소를 겸한 시스템을 갖추었으며, 자신의 4집을 발표하고 처음으로 TV 라이브 무대에 나가기도 하였다. 이외에도 제작자로써 Ra.D, DNS 등의 음반을 제작하며 경영에 전념하였으나, 돌연 대표직을 사임하였다. 이후 조PD는 대주주로서의 지분과 경영권은 유지하였으나 운영은 정원관에게 맡긴 후 스튜디오로 돌아간다. 이러한 결과로 발표된 타이틀곡 〈친구여〉는 인순이와 함께 작업한 곡으로, 공중파 가요 프로그램에서 1위를 기록하는 등 큰 인기를 얻으며 선후배 간의 공동 작업 신드롬을 낳기도 하였다. 2005년 그는 클럽 Brooklyn을 잠시 운영하였으며, Brown Eyed Girls의 디지털 싱글 Hold The Line 참여 이후 노출을 자제하면서 사실상 은퇴 행보를 보였다.

### 컴백과브랜뉴 스타덤
2004년 8월, 산업기능요원으로 군에 입대했고, 2006년 6월, 기초군사훈련 수료, 2007년 10월까지 방위산업체에서 근무하다가 소집 해제하였다. 이 기간 중 2005년 1월, 초등학교 동창 박주현과 결혼하였으며, 2006년 1월, 첫째 아들을 득남하였다. 2007년 10월, 정규 6집 《Money Talks》로 3년만에 활동을 재개하였고, 2010년 4월 둘째 아들을 득남하였다. 이처럼 개인사에 충실해 온 그는 2009년 9월 Brand New Production을 운영하고 있던 Rhymer와 의기투합, Brand New Stardom을 투자 및 설립하였으며, 애초엔 Rhymer 등에게 경영을 맡겼으나 곧 해임하고 본인이 직접 경영하였다. 이후 2월 싱글 앨범 <보란듯이>와 함께 가요계에도 컴백하였으며, 그에 이어 EP앨범을 3월 발표하였다. 이어 4월, 과거 디스전에 휘말린 바 있는 Verbal Jint와 함께 듀엣 앨범을 발표하고 발매 기념 콘서트를 개최하였으며, 7월 Brown Eyed Girls와 싱글 《랄라랜드》를 발표, 간만에 왕성한 활동을 선보였다.
이후 정슬기, Miss $ 등 소속 가수 앨범 출시와 그가 투자하고 CEO 직을 수행중인 소프트웨어 회사 포비커 등 사업에 충실 하면서 당초 계획했던 11월 마지막 정규 앨범 발표는 연기되었으며, 대신 Brand New Stardom의 대표로 Block B의 활동에 더욱 매진하였다. 그의 정규 앨범은 7월에 들어서야 베일을 벗었으며 Art & Business라는 제목으로 더블 앨범으로 10월 출시되었다. 2012년 7월, 갑작스런 교통사고를 당하여 5인조 걸 그룹 EvoL의 데뷔에 차질이 있는 것이 아닌가 우려를 사기도 하였으나 예정대로 데뷔 계획을 진행할 것이라고 밝혔다.

### 스타덤출범
2012년 Brand New Stardom은 스타덤 엔터테인먼트로 상호명을 변경하면서 과거 조PD의 레이블 Stardom을 직접 계승하는 레이블로 거듭났다. 2013년 들어서는 Block B가 활동에 대한 제대로 된 지원을 받지 못해 전속 계약 무효를 요청하였고, 이에 따라 8개월 간의 법정 분쟁이 이어졌다. 이 분쟁은 2013년 8월 말 Block B의 전속권이 새로운 소속사 세븐시즌스로 이양되고 스타덤 역시 Block B의 향후 활동을 적극 지지, 지원하기로 하면서 마무리되었다.
한편 오랫동안 후배 가수 프로듀싱에 전념하여 자신의 음악 활동은 잠잠하였던 조PD는 2013년 8월 새 앨범 발표를 앞두고 있음을 밝혔다. 앨범은 미니 앨범으로 그에게는 2년 만의 신작이자 9년 만의 스튜디오 앨범이었다. 앨범 활동 마무리 후에는 다시 후배 양성에 힘을 쏟아, 스타덤 엔터테인먼트의 새 얼굴인 13인조 그룹 Topp Dogg을 출범시켰다. 2015년에는 스타덤이 후너스에 인수 합병되었다.

## 음반 활동

### 정규 앨범
- 1998년 1집 In Stardom
- 1999년 2집 In Stardom Version 2.0
- 2000년 3집 ChoPD.NET/Best in East
- 2001년 4집 Stardom In Future Flow
- 2004년 5집 (Part.1) Great Expectation - Pt. 1 : Politics & Social Change
- 2004년 5집 (Part.2) Great Expectation - Pt. 2 : Love & Life
- 2007년 6집 Money Talks
- 2011년 7집 Art & Business pt.1 "State of the Art"
- 2011년 7집 Art & Business pt.2 "Art of Business"

### 비정규 앨범
- 2010년 디지털 싱글 〈보란듯이〉
- 2010년 EP Victory
- 2013년 EP In Stardom V3.0
- 2015년 EP 《황금알을 낳는 거위 Part 1》

### 프로젝트 앨범
- 2004년 싱글앨범 〈二色英雄新聞〉 with 김장훈
- 2006년 디지털 싱글 Hold The Line with Brown Eyed Girls
- 2007년 프로젝트 앨범 《The Return of Prodigal Son - 돌아온 탕아》 with 최정철
- 2008년 프로젝트 앨범 PDIS with 윤일상
- 2008년 프로젝트 앨범 Soulmate Remix Project with Postino
- 2008년 프로젝트 앨범 JoPD+Park Mi Kyung with 박미경
- 2010년 프로젝트 앨범 2 The Hard Way with Verbal Jint
- 2010년 디지털 싱글 〈랄라랜드〉 with Brown Eyed Girls (제아, 나르샤)

### 라이브 앨범
- 2000년 《2000 조PD Live》

## 합동 앨범 작업

### 김장훈과의 작업
2004년 조PD는 김장훈과 함께 이색영웅신문이란 앨범을 발표하였다. 이 앨범은 공중파 활동을 하지는 않았으나 어느 정도의 이슈가 되었다. 타이틀은 고속도로 로망스였으며, 앨범에는 다섯 곡이 담겨있었고, 실제로 조PD의 목소리가 실린 곡은 Remix까지 합쳐 세 곡이었다.

### Brown Eyed Girls와의 작업
2006년 조PD는 Brown Eyed Girls와 함께 디지털 싱글을 낸 바 있다. 이 앨범은 쿨의 유리와 이재훈의 컴백으로도 관심을 모았으며, 타이틀곡인 Hold the Line은 대중적인 성공을 거두었다. 이 앨범에는 두 곡이 더 실려있다. 이후 2010년 조PD와 Brown Eyed Girls는 《랄라랜드》라는 이름의 디지털 싱글을 하나 더 발표하였다.

### 최정철과의 작업
2007년 9월 조PD와 최정철은 합동 작업으로 The Return of the Prodigal Son - 돌아온 탕아란 제목의 디지털 싱글을 발표하였다. 이 앨범에는 초심으로를 비롯한 세 트랙이 담겨있다.

### 윤일상과의 작업
2008년 2월 조PD는 유명 대중작곡가 윤일상과 PDIS란 그룹으로 앨범 PDIS를 발표하였다. 조PD와 윤일상과의 인연은 Brown Eyed Girls와의 작업때 시작된 것으로, PDIS 앨범은 힙합을 기본으로 타 장르와 크로스오버를 시도한 앨범이다. 처음부터 주현미의 참여로 힙합과 트로트의 어울림으로 관심을 모았던 이 앨범은, May Dani를 내세워 끌려를 타이틀곡으로 활동하였다.

### Postino와의 작업
2008년 4월 조PD는, PDIS를 결성함에 이어 신승훈, 윤종신 등의 앨범에 참여한 바 있는 프로듀서 Postino와 손을 잡고 앨범 Soulmate Remix Project를 발표하였다. 일렉트로니카 성향을 띠는 이 앨범에서, 조PD는 랩 외에도 자신의 보컬의 비중을 늘였다. 대표곡은 시간이 약이 된다고 (J'gruv Mix)이다. 앨범 제작 당시 Postino는 영국에서 유학 중이어서 온라인으로 작업이 이루어졌다.

### 박미경과의 작업
2008년 9월에 발표된 조PD의 새로운 프로젝트 PDP는 박미경과의 프로젝트 그룹이었다. 이미 2004년 말에 녹음을 마친 상태였으나, 서로의 마음에 100% 들지 않는다는 판단 하에 발표계획을 무산하고, 2008년에야 빛을 본 것이다. 앨범은 12인치 싱글로 가질 수 없는 너 가 타이틀이다. 곡에는 언타이틀의 멤버 출신 작곡가 유건형이 보코더 세션과 편곡, 멜로디 작업 등으로 참여하였다.

### Verbal Jint와의 작업
2010년 조PD는 컴백과 함께 Verbal Jint와 합동 앨범 및 공연 계획을 밝혔다. 이는 특히나 〈노자〉를 통해 조PD를 디스한 경력이 있는 Verbal Jint와의 작업이라 많은 이슈를 낳았다. Brand New Stardom에서 기획한 이 앨범은 4월 15일 발매되었다.

## 이슈

### 4WD & Verbal Jint의 디스
4WD와 Verbal Jint는 2000년 조PD와 DJ Uzi를 향한 디스곡 노자를 발표, 이현도의 "흑열가", DJ Uzi의 "Uzi's Mind" 등의 가사를 패러디하면서 노골적으로 조PD와 DJ Uzi를 디스하였다. 이 곡에는 Lucy가 보컬을 담당하였으며, 그 당시 생소했던 다음절 라임을 선보여 많은 호응을 얻었다. Verbal Jint가 속해있던 3인조 그룹 Dien Michel의 Movin' It이라는 곡에도 "get out Uzi!"라는 가사가 들어있다.
조PD는 직접 반격하지 않았으나, DJ Uzi가 반격곡으로 不以兵强天下라는 곡을 발표하였다. "졸개로는 천하를 강하게 만들 수 없다"라는 뜻의 제목을 가진 이 곡은, DJ Uzi 외에 Deze, 현상 등이 참여하였다. 셋이 모두 Soul Train 출신인 관계로, 이 디스전은 SNP와 Soul Train의 싸움으로 비춰지기도 하였다. Verbal Jint는 2008년 Rhythmer와의 인터뷰에서 여전히 DJ Uzi에 대해서 완전히 좋게 생각하지는 않는다고 밝혔다.
2010년에 들어서 Verbal Jint는 조PD와 합동 앨범 제작을 제안 받아 EP 2 The Hard Way를 작업, 상호 관계를 디스 상대에서 파트너로 전이시켰으며, 합동 콘서트를 여는 것은 물론, 조PD의 레이블 Brand New Stardom의 멤버로 활동하기도 하였다. 한편, 조PD는 2013년 한 인터뷰에서 디스전 당시 3집 준비 등의 일로 바빠서 디스곡을 못 들어봤으며, 아직도 제대로 들어보지 못 했다고 밝혀 팬들을 놀라게 하기도 하였다.

### Digital Masta와의 갈등 의혹
DNS가 해체할 무렵 힙합 매니아들 사이에서는 Digital Masta와 조PD 사이의 갈등이 컸다는 소문이 돌았는데, 즉 팀 활동 및 실적 부진을 Digital Masta는 회사 측에 조PD는 Digital Masta에게 물었다는 것이었다. 이 소문을 근거로 대다수의 팬들은 Future Flow에서 Digital Masta가 처음 탈퇴하고, 조PD가 책임을 지고 나가면서 Future Flow가 와해된 것으로 보았다. 이후 주석 2집 The Answer라는 곡에 둘이 동시에 참여했는데, 이 곡의 조PD 가사가 과거 Digital Masta와의 갈등 상황과 묘하게 맞아 떨어져 조PD가 DM을 디스한 것이 아니냐는 논란이 있었으며, 현재까지도 풀리지 않은 의문으로 남아있다. 이 외에도 2004년 발표한 조PD 5집 〈비밀일기〉라는 곡의 가사 중 "나 얼마 지나 마련한 미국 개 한마리, 집 나가더니 어느날 뒤돌아 보니 주인인 나를 무네"도 DM을 향한 비난이라는 의견이 많았다.

## 수상 경력
| 연도   | 수상 내역 |
| ------ | --- |
| 1999년 | - 제10회 《서울가요대상》 신인상 (Fever ※이정현과 공동 수상) - 제14회 《대한민국 영상음반대상》 골든비디오 부문 인기상 (Fever) - 제1회 《Mnet 영상음악대상》 남자 신인 부문 (Fever) |
| 2002년 | - 제13회 《서울가요대상》 본상 (My Style) - 제17회 《대한민국 영상음반대상》 골든디스크 부문 본상 (My Style) - 제17회 《대한민국 영상음반대상》 골든비디오 부문 대상 (My Style) - 제4회 《Mnet Music Video Festival》 최우수 작품상 (My Style) - 《SBS 가요대전》 본상 (My Style) - 《MBC 10대 가수 가요제》 본상 (My Style) |
| 2004년 | - 제15회 《서울가요대상》 본상 (친구여) - 제19회 《대한민국 영상음반대상》 골든디스크 부문 본상 (친구여) - 제6회 《Mnet/KM Music Video Festival》 힙합 부문상 (친구여) |
| 2005년 | - 제2회 《한국대중음악상》 종합분야 - 올해의 노래 (친구여) - 제7회 《Mnet/KM Music Video Festival》 심사위원 특별상 (나의 옛날 이야기) |
| 2006년 | - 제1회 《Digital Music Awards》 (Hold The Line) |
| 2007년 | - 제1회 《Mnet 20's Choice》 포토제닉상 |
| 2010년 | - 제2회 《Melon Music Awards》 TOP 10상 (보란듯이) - 제25회 《골든 디스크》 디지털 음원 부문 본상 (보란듯이) |
| 2011년 | - 제20회 《서울가요대상》 본상 (보란듯이) - 제3회 《Melon Music Awards》 Special상 (랩/힙합 부문 - Family Man) |

### 가요 프로그램 1위
| 연도           | 수상 내역(총 5회) |
| -------------- | --- |
| 2004년(총 5회) | - 친구여(총 5회) - 5월 9일 SBS 《인기가요》 뮤티즌송 - 5월 22일 MBC 《음악캠프》 1위 - 5월 23일 SBS 《인기가요》 뮤티즌송 (통산 2주) - 5월 29일 MBC 《음악캠프》 1위 - 6월 5일 MBC 《음악캠프》 1위 (3주 연속) |

## 관련 인물
- 김영애: 조PD 여동생 조고은의 시모